# Các nhà lãnh đạo Đông Đức
Tập thể lãnh đạo Đông Đức là các chức vụ đứng đầu Nhà nước Đông Đức.
Trước khi Đông Đức được Liên Xô thành lập năm 1948, Ủy ban Kinh tế Đức (DWK) là chính quyền quản lý vùng chiếm đóng Liên Xô tại Đức Quốc xã. Chủ tịch Ủy ban là Heinrich Rau.
Vào ngày 7/10/1949, Cộng hoà Dân chủ Đức (NRR) hay còn được gọi Đông Đức tuyên bố thành lập và đảm nhận các chức năng của chính quyền DWK.
Các chức vụ hiện tại đã bị xóa bỏ, vị trí quan trọng nhất trong Đông Đức là Tổng bí thư Đảng Xã hội Chủ nghĩa Thống nhất Đức (SED) (chức danh Bí thư thứ nhất trong khoảng 1953-1976). Đảng Cộng sản và lãnh đạo Đảng nắm giữ quyền lực tối cao đối với nhà nước và chính phủ.
Nguyên thủ quốc gia ban đầu là Chủ tịch nước Cộng hoà Dân chủ Đức. Sau khi Wilhelm Pieck qua đời khi đang tại nhiệm vào năm 1960, chức vụ được thay thế bằng một người lãnh đạo tập thể nhà nước, Hội đồng Nhà nước. Chức vụ Chủ tịch thường do lãnh đạo Đảng nắm quyền.
Đứng đầu Chính phủ là Chủ tịch Hội đồng Bộ trưởng, đôi khi còn gọi là Thủ tướng Chính phủ.
Các tổ chức quan trọng khác bao gồm Đại hội Nhân dân Đức, các phiên họp do Chủ tịch Đại hội Nhân dân Đức chủ trì, và kể từ năm 1960, Hội đồng Quốc phòng, nắm giữ quyền lực tối cao lực lượng vũ trang Đông Đức và có thẩm quyền không giới hạn đối với Nhà nước trong thời chiến. Hội đồng bao gồm các thành viên của Ủy ban Trung ương và Bộ Chính trị Đảng Xã hội Chủ nghĩa Thống nhất Đức, đứng đầu là Chủ tịch Hội đồng Quốc phòng là lãnh đạo Đảng.
Phong trào chính trị đã hoàn toàn thay đổi sau Cách mạng Hòa bình vào cuối năm 1989, trong đó SED phải từ bỏ độc Đảng về quyền lực chính trị, Hội đồng Quốc phòng và Hội đồng Nhà nước bị bãi bỏ. Các tổ chức còn lại là Đại hội Nhân dân Đức, Chủ tịch mặc định trở thành nguyên thủ quốc gia Đông Đức và Hội đồng Bộ trưởng, cả hai đều dựa trên các cuộc bầu cử dân chủ đầu tiên, diễn ra vào tháng 3 năm 1990. Cộng hòa Dân chủ Đức thống nhất với Cộng hòa Liên bang Đức vào 3/10/1990, chấm dứt sự tồn tại của Đông Đức.

## Lãnh đạo Đảng Xã hội Chủ nghĩa Thống nhất Đức (SED)
| STT | Chân dung                  | Tên (Sinh–Mất)              | Bổ nhiệm   | Miễn nhiệm | Đảng chính trị |
| --- | -------------------------- | --------------------------- | ---------- | ---------- | -------------- |
| Chủ tịch Liên minh Đảng Xã hội Chủ nghĩa Thống nhất Đức Vorsitzende der Sozialistischen Einheitspartei Deutschlands              |                            |                             |            |            |                |
| |                            | Wilhelm Pieck (1876–1960)   | 22/4/1946  | 25/7/1950  | SED            |
| | Otto Grotewohl (1894–1964) |                             | 22/4/1946  | 25/7/1950  | SED            |
| Tổng Bí thư Ủy ban Trung ương (Bí thư thứ nhất Ủy ban Trung ương 1953–1976) Generalsekretär/Erster Sekretär des Zentralkommitees |                            |                             |            |            |                |
| 1 |                            | Walter Ulbricht (1893–1973) | 25/7/1950  | 3/5/1971   | SED            |
| 2 |                            | Erich Honecker (1912–1994)  | 3/5/1971   | 18/10/1989 | SED            |
| 3 |                            | Egon Krenz (sinh 1937)      | 18/10/1989 | 3/12/1989  | SED            |
| Chủ tịch Ủy ban Trung ương (Danh dự) Vorsitzender des Zentralkommitees                                                           |                            |                             |            |            |                |
| |                            | Walter Ulbricht (1893–1973) | 3/5/1971   | 1/8/1973   | SED            |

Đảng huy Đảng Xã hội Chủ nghĩa Thống nhất Đức

Vào ngày 1/12/1989, Đại hội Nhân dân Đức đã thay đổi Hiến pháp Đông Đức, không cho phép SED độc quyền nắm quyền lực - do đó chế độ Cộng sản ở Đông Đức bị xóa bỏ. Trước đó một tháng, SED đã chuyển từ đảng theo chủ nghĩa Lenin sang Đảng dân chủ xã hội chủ nghĩa, đổi tên thành Đảng Thống nhất Xã hội chủ nghĩa - Đảng Xã hội Chủ nghĩa Dân chủ (PDS). Do đó, các nhà lãnh đạo tiếp theo của đảng không còn là lãnh đạo của Đông Đức nữa.

## Nguyên thủ quốc gia
| STT                                                     | Chân dung | Tên (Sinh–Mất)                                  | Bổ nhiệm   | Miễn nhiệm | Đảng chính trị |
| ------------------------------------------------------- | --------- | ----------------------------------------------- | ---------- | ---------- | -------------- |
| Chủ tịch nước Staatspräsident                           |           |                                                 |            |            |                |
|                                                         |           | Johannes Dieckmann (1893–1969) Quyền Chủ tịch   | 7/10/1949  | 11/10/1949 | LDPD           |
| 1                                                       |           | Wilhelm Pieck (1876–1960)                       | 11/10/1949 | 7/9/1960   | SED            |
|                                                         |           | Johannes Dieckmann (1893–1969) Quyền Chủ tịch   | 7/9/1960   | 12/9/1960  | LDPD           |
| Chủ tịch Hội đồng Nhà nước Vorsitzender des Staatsrats  |           |                                                 |            |            |                |
| 1                                                       |           | Walter Ulbricht (1893–1973)                     | 12/9/1960  | 1/8/1973   | SED            |
|                                                         |           | Friedrich Ebert, Jr. (1894–1979) Quyền Chủ tịch | 1/8/1973   | 3/10/1973  | SED            |
| 2                                                       |           | Willi Stoph (1914–1999)                         | 3/10/1973  | 29/10/1976 | SED            |
| 3                                                       |           | Erich Honecker (1912–1994)                      | 29/10/1976 | 18/10/1989 | SED            |
| 4                                                       |           | Egon Krenz (sinh 1937)                          | 18/10/1989 | 6/12/1989  | SED            |
| 5                                                       |           | Manfred Gerlach (1928–2011)                     | 6/12/1989  | 5/4/1990   | LDPD           |
| Chủ tịch Đại hội Nhân dân Đức Präsident der Volkskammer |           |                                                 |            |            |                |
| 1                                                       |           | Sabine Bergmann-Pohl (sinh 1946)                | 5/4/1990   | 2/10/1990  | CDU            |

## Lãnh đạo Chính phủ
| STT                                                       | Chân dung | Tên (Sinh–Mất)                 | Bổ nhiệm   | Miễn nhiệm | Đảng chính trị |
| --------------------------------------------------------- | --------- | ------------------------------ | ---------- | ---------- | -------------- |
| Chủ tịch Hội đồng Bộ trưởng Vorsitzender des Ministerrats |           |                                |            |            |                |
| 1                                                         |           | Otto Grotewohl (1894–1964)     | 12/10/1949 | 21/9/1964  | SED            |
| 2                                                         |           | Willi Stoph (1914–1999)        | 21/9/1964  | 3/10/1973  | SED            |
| 3                                                         |           | Horst Sindermann (1915–1990)   | 3/10/1973  | 29/10/1976 | SED            |
| 4                                                         |           | Willi Stoph (1914–1999)        | 29/10/1976 | 13/11/1989 | SED            |
| 5                                                         |           | Hans Modrow (sinh 1928)        | 13/11/1989 | 12/4/1990  | SED / PDS      |
| 6                                                         |           | Lothar de Maizière (sinh 1940) | 12/4/1990  | 2/10/1990  | CDU            |

## Lãnh đạo Nghị viện
| STT                                                 | Chân dung | Tên (Sinh–Mất)                   | Bổ nhiệm   | Miễn nhiệm | Đảng chính trị |
| --------------------------------------------------- | --------- | -------------------------------- | ---------- | ---------- | -------------- |
| Chủ tịch Đại hội Nhân dân Präsident der Volkskammer |           |                                  |            |            |                |
| 1                                                   |           | Johannes Dieckmann (1893–1969)   | 7/10/1949  | 22/2/1969  | LDPD           |
| 2                                                   |           | Gerald Götting (1923–2015)       | 12/5/1969  | 29/10/1976 | CDU            |
| 3                                                   |           | Horst Sindermann (1915–1990)     | 29/10/1976 | 13/11/1989 | SED            |
| 4                                                   |           | Günther Maleuda (1931–2012)      | 13/11/1989 | 5/4/1990   | DBD            |
| 5                                                   |           | Sabine Bergmann-Pohl (born 1946) | 5/4/1990   | 2/10/1990  | CDU            |

## Lãnh đạo Quân đội

Quân huy Quân đội Nhân dân Quốc gia

| STT                                                                         | Chân dung | Tên (Sinh–Mất)              | Bổ nhiệm   | Miễn nhiệm | Đảng chính trị |
| --------------------------------------------------------------------------- | --------- | --------------------------- | ---------- | ---------- | -------------- |
| Chủ tịch Hội đồng Quốc phòng Vorsitzender des Nationalen Verteidigungsrates |           |                             |            |            |                |
| 1                                                                           |           | Walter Ulbricht (1893–1973) | 10/2/1960  | 3/5/1971   | SED            |
| 2                                                                           |           | Erich Honecker (1912–1994)  | 3/5/1971   | 18/10/1989 | SED            |
| 3                                                                           |           | Egon Krenz (sinh 1937)      | 18/10/1989 | 6/12/1989  | SED            |